# 敕書
敕書今簡作敕（異體字簡稱：勅、勑、飭）是君主制國家的一種文件。

## 中國
敕書是中國皇帝行文予朝臣的詔書（敕書是詔書的一種，敕書不等於詔書）。敕書在南北朝起才專指皇帝寫給臣僚的詔書，其實「敕」在漢朝至晉朝期間泛指長輩或官吏對後輩或幕僚的告誡。
明朝時，皇帝有一種專門頒贈給女真人的「敕書」，是一種來經商的「貿易許可證」或者「通行證」，故成為女真人爭奪的重要物品。

## 英國
「敕書」亦是英文的意譯。英國政府、皇家委員會（英語：Royal Commissions）等國家機構或公營機構提交予英國國會的白皮書、綠皮書也算作敕書。雖然到國會報告的人未必是英國君主，但因為報告者的身分是「英國君主的代表」，故這種報告通稱「敕書」。英國的敕書在1870年起使用至今。在不同年代，敕令編號前的字縮寫都不同：
|  | 1870年–1899年 |
|  | 1900年–1918年 |
|  | 1919年–1956年 |
|  | 1956年–1986年 |
|  | 1986年–今     |

敕令由為出版。

## 日本
日本的敕書稱之為，是日本天皇寫予特定人物或組織的文件（並不一定是寫予朝臣）。

## 延伸阅读
[在维基数据编辑]
 《欽定古今圖書集成·理學彙編·文學典·敕書部》，出自陈梦雷《古今圖書集成》